# Pico do Selado
O pico do Selado é um dos picos da serra da Mantiqueira, na porção limítrofe entre o distrito de Monte Verde no município de Camanducaia, Minas Gerais, Joanópolis, em São Paulo e o distrito São Francisco Xavier, na cidade de São José dos Campos, também em São Paulo. Tem altitude de 2.082 metros.